# Efecte Schüfftan
L'efecte Schüfftan és un efecte especial utilitzat en pel·lícules anomenat pel seu inventor, Eugen Schüfftan (1893–1977). Va ser àmpliament utilitzat en la primera meitat del segle XX abans de ser gairebé completament reemplaçat pels efectes tràveling matte i bluescreen.

## Introducció
El procés va ser refinat i popularitzat pel cinematògraf alemany Eugen Schüfftan mentre estava treballant en la pel·lícula Metropolis (1927), tot i que hi ha evidències que altres fabricants de pel·lícules també utilitzaven tècniques similars abans que aquesta. El director de la pel·lícula, Fritz Lang, va voler insertar els actors en dispars de miniatures de gratacels i altres edificis, així que Schüfftan va utilitzar un mirall especial fet per crear la il·lusió que els actors interactuaven amb conjunts enormes i que semblaven reals.
Schüfftan va col·locar un plat de vidre a un angle de 45 graus entre la càmera i els edificis en miniatura. Va utilitzar la càmera viewfinder per traçar un esbós de l'àrea dins la qual els actors més tard serien inserits al vidre. Aquest esbós va ser transferit a un mirall i tota la superfície reflectant que va quedar a fora de l'esbós va ser eliminada, quedant vidre transparent. Quan el mirall va ser col·locat en la mateixa posició que la del plat original de vidre, la part reflectant va bloquejar una porció de l'edifici en miniatura darrere i també va reflectir l'escenari que hi havia darrere de la càmera. Els actors van ser col·locats a diversos metres de distància del mirall de manera que quan van ser reflectits en el mirall, apareixeren a la mida correcta.
En la mateixa pel·lícula, Schüfftan va utilitzar una variació d'aquest procés de manera que el conjunt amb miniatura (o dibuix) va ser mostrat en la part reflectant del mirall i els actors van ser filmats a través de la part transparent.
Durant els anys següents, l'efecte Schüfftan va ser utilitzat per molts altres productors i realitzadors, incloent Alfred Hitchcock, en les seves pel·lícules Blackmail (1929) i Els 39 graons (1935), i d'altres més recents com El Senyor dels Anells: El Retorn del Rei (2003), dirigida per Peter Jackson. L'efecte Schüfftan en gran part ha estat reemplaçat amb tirs matte, els quals permeten que les dues porcions de la imatge puguin ser filmades a diferent temps i tenir oportunitats per a més canvis en la post producció.
L'ús de miralls en l'efecte Schüfftan és molt similar a la tècnica en escenàris del segle xix coneguda com a Fantasma de Pepper.